# 賀茂御祖神社
賀茂御祖神社（日语：賀茂御祖神社）為一座位於京都市左京區的神社，被通稱下鴨神社。為二十二社之一、式內社（名神大社）、山城國一宮、舊社格為官幣大社（現神社本廳的別表神社）。主祭神為玉依媛命與賀茂建角身命。例祭日設在5月15日（賀茂祭、葵祭）。现任宫司为新木直人。
賀茂御祖神社是聯合國科教文組織（UNESCO） 所登記的世界文化遺產之一，是遺產項目古都京都的文化財的其中一部份。

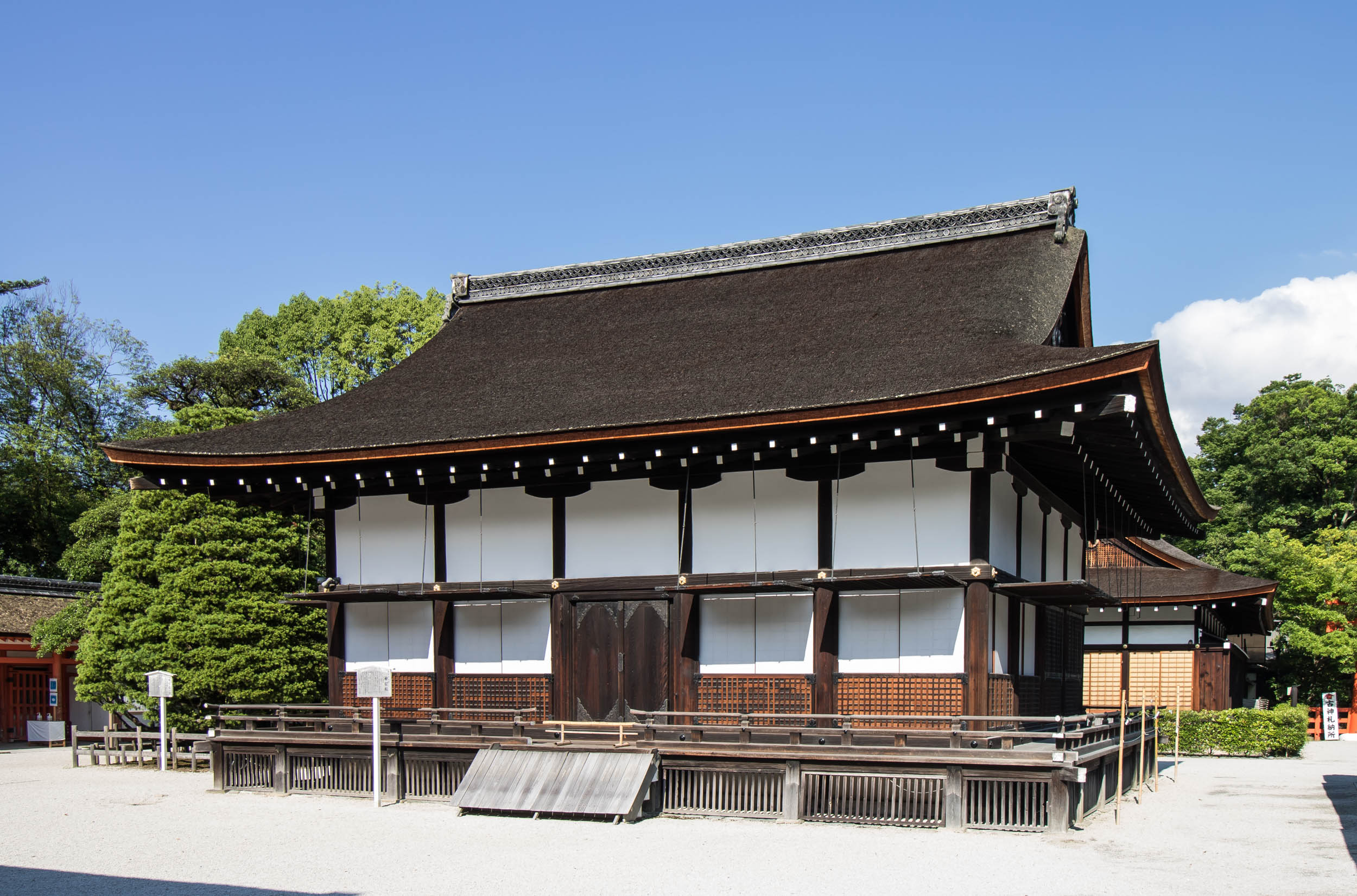
神服殿

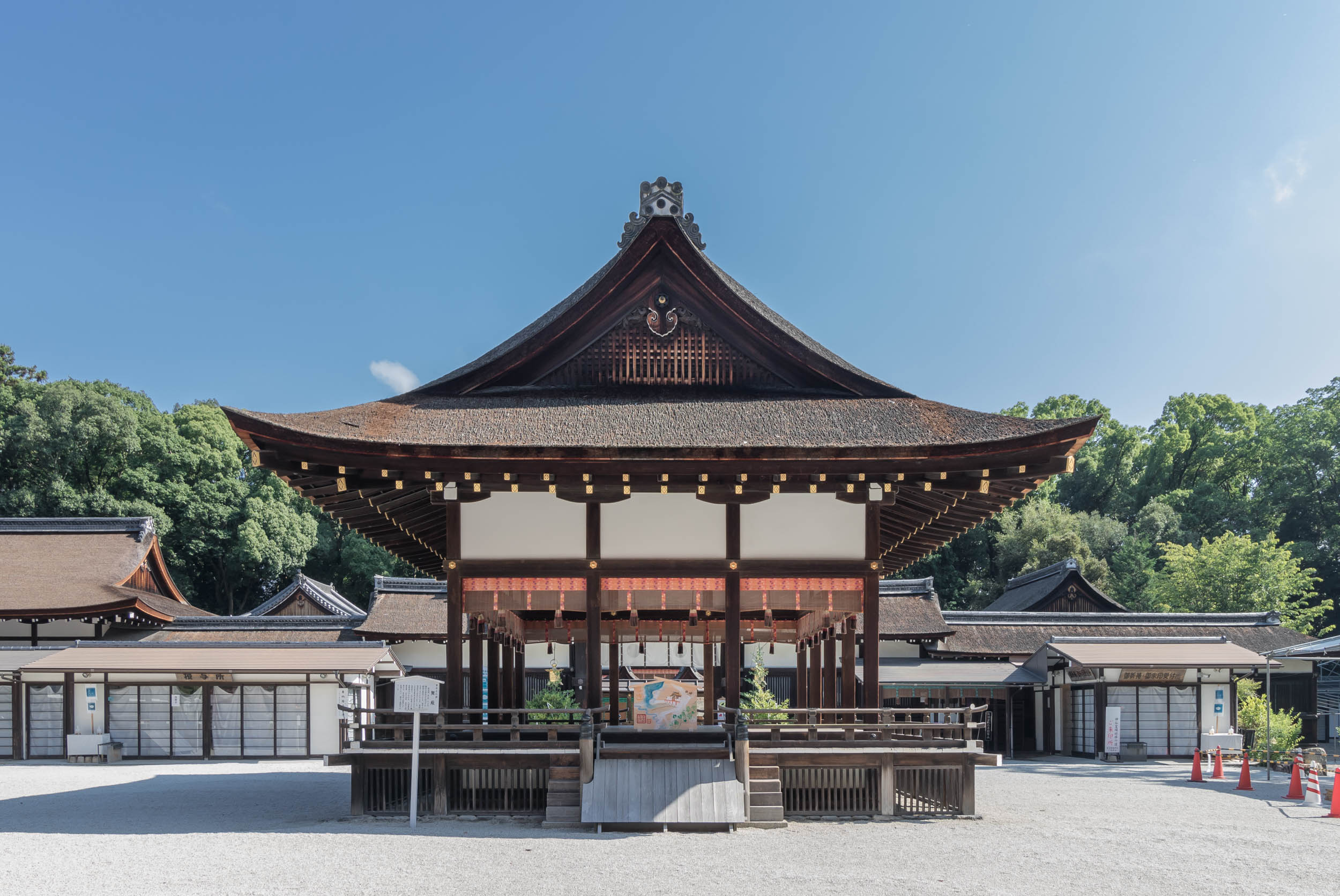
舞殿

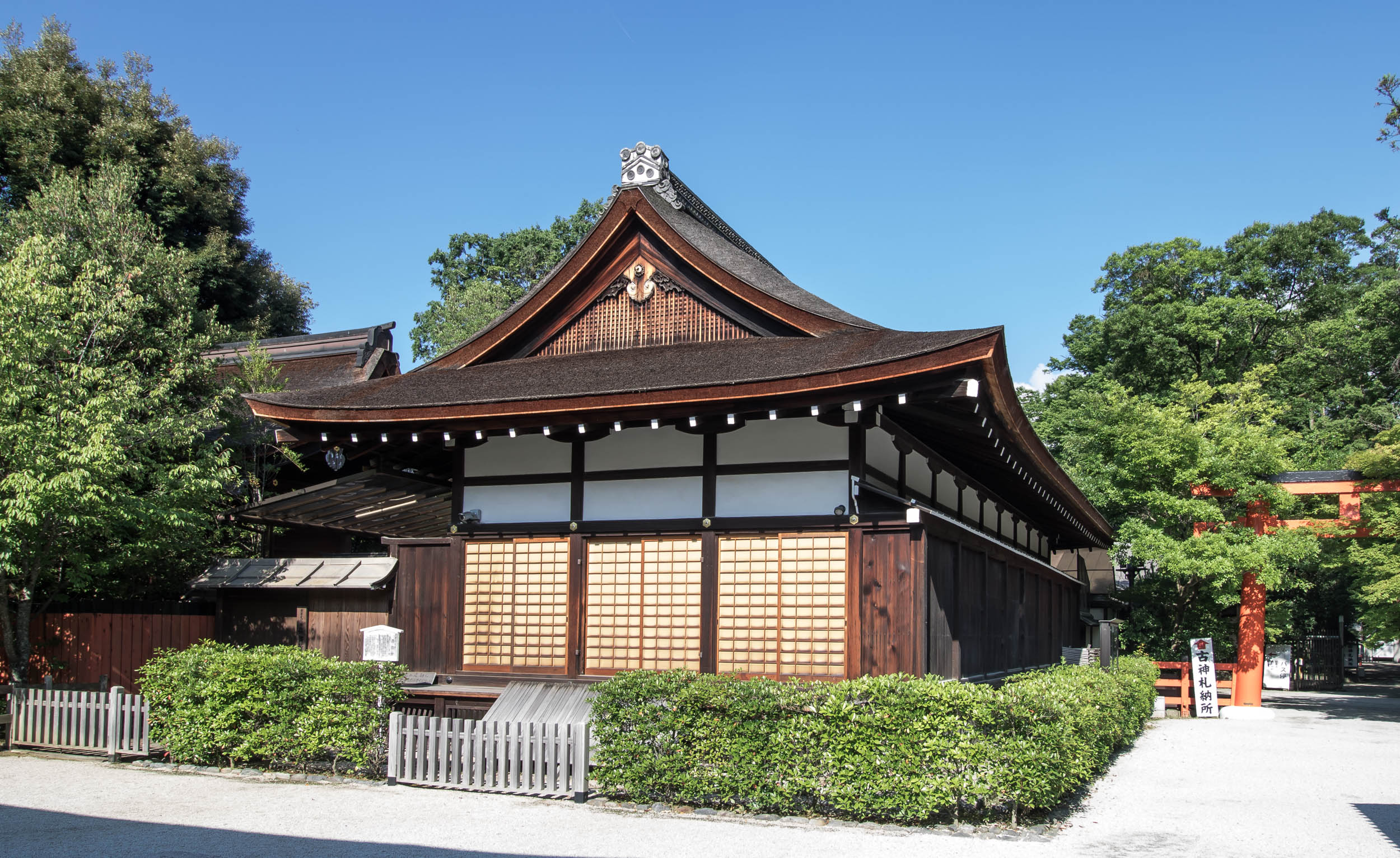
供御所

## 歷史
賀茂神社是京都市中最古老的寺社之一。根據社傳，據說在神武天皇的時代，神明降臨在御蔭山上。此外，根據修復神社瑞垣的記錄，有一種說法認為它是在崇神天皇7年建立的。另一種說法是它在天平時代從上賀茂神社分離出來。而文獻上最早的記載是在《續日本後紀》承和15年（848年）。
與上賀茂神社一樣，自奈良時代以前就受到朝廷的崇敬。平安遷都後更受到了更多的崇敬，大同2年（807年），它被授予了最高位的正一位神階，並將賀茂祭定為勅祭。在《延喜式神名帳》中，它被列為名神大社，名為“山城國愛宕郡賀茂禦祖神社二座”，記載了它參與名神、月次、相嗟、新嗟等各種祭祀的幣帛。從弘仁元年（810年）開始，持續了約400年，設立了齋戒院，皇女們作為齋王在賀茂社中奉仕。
在近代的官制中，它仍然是次於伊勢神宮的官幣大社之首，於1883年（明治16年）被定為勅祭社。 1948年（昭和23年）被列入神社本庁的別表神社。
1910年（明治43年），舊制第三高等學校（即京都大學的前身之一）的學生接受了慶應義塾橄欖球部的指導，在綺之森馬場進行了訓練。他們成立了日本的第二支橄欖球隊－“第三高等學校岳水會蹴球部”，後來發展為京都大學橄欖球部。 1969年（昭和44年），為了紀念這一事件，京都大學橄欖球部的校友在雑太社（さわたしゃ）建立了「第一蹴之地」的石碑。該石碑也像徵著它是「關西橄欖球的起源之地」。
1934年（昭和9年）9月21日，遭受室戶颱風的狂風暴雨襲擊，拜殿和樓門兩側的牆倒塌。
自平安時代中期以來，每隔21年進行一次除神體以外的所有建築物的新建，但由於本殿的兩座被指定為國寶，目前只進行了部分修復工作。

## 外部連結
- 下鴨神社 （页面存档备份，存于）

35°02′20″N 135°46′21″E / 35.03889°N 135.77250°E